# NHL Amateur Draft 1963
L'NHL Amateur Draft 1963 è stato il 1º draft della National Hockey League. Si è tenuto il 5 giugno 1963 presso il Queen Elizabeth Hotel di Montréal. L'Amateur Draft fu creato dal presidente della NHL Clarence Campbell per cercare di arrestare il fenomeno delle formazioni giovanili sponsorizzate e controllate dalle franchigie della NHL. L'intenzione della NHL era quella di dare a tutte le squadre la possibilità di acquisire un potenziale talento per il futuro in modo più equo. Prima della creazione del draft le squadre della NHL potevano acquisire subito i giovani giocatori dalle formazioni sponsorizzate prima di poter ricevere proposte dalle altre franchigie, bloccando così il mercato dei giovani talenti.
Per questo draft potevano essere scelti i giocatori che avrebbero compiuto i 17 anni di età fra il 1º agosto 1963 ed il 31 luglio 1964. Comunque per le norme della NHL tali giocatori non potevano diventare professionisti se non dopo il diciottesimo compleanno. A quel punto le squadre disponevano di 72 ore per far firmare al giovane il loro contratto o per inserirlo nella lista delle trattative. I giocatori delle squadre sponsorizzate non erano eleggibili per il draft.
L'ordine di selezione al draft fu determinato dalla classifica inversa al termine della stagione 1962-63: ai Boston Bruins, giunti ultimi, fu data la possibilità di scegliere la propria posizione per il draft. Al termine della selezione l'ordine delle squadre era Montreal Canadiens, Detroit Red Wings, Boston Bruins, New York Rangers, Chicago Black Hawks e Toronto Maple Leafs. L'ordine sarebbe ruotato nel draft successivo in modo da scalare di una posizione verso l'alto, mentre i Canadiens dalla prima sarebbero passati alla sesta scelta assoluta.
Il primo draft fu suddiviso in quattro giri, tuttavia all'epoca erano pochi i giocatori di talento che non fossero già accasati con le squadre giovanili di proprietà delle franchigie della NHL. Nel draft 1963 furono scelti solo 21 giocatori su un massimo di 24 posti a disposizione. Alle squadre era infatti permesso di saltare il proprio turno facendo avanzare la squadra successiva. I Red Wings non esercitarono la propria scelta ai giri numero 3 e 4, mentre anche i Black Hawks rinunciarono alla scelta al quarto giro.
I Montreal Canadiens selezionarono il centro Garry Monahan dai St. Michael's Buzzers, i Detroit Red Wings invece come seconda scelta puntarono sull'ala destra Peter Mahovlich, proveniente dai St. Michael's Buzzers, mentre i Boston Bruins scelsero in terza posizione l'ala sinistra Orest Romashyna dei New Hamburg Firebirds. Fra i 21 giocatori selezionati 14 erano attaccanti mentre 7 erano difensori. Dei giocatori scelti solo cinque giocarono in NHL, mentre solo Peter Mahovlich vinse la Stanley Cup. Nessuno di questi giocatori entrò a far parte della Hockey Hall of Fame.

## Turni
|  | = NHL All-Star |

Legenda delle posizioni

A = Attaccante   AD = Ala destra   AS = Ala sinistra   C = Centro   D = Difensore   P = Portiere

### Primo giro
| # | Giocatore            | Nazionalità | Squadra NHL         | Squadra di provenienza         |
| - | -------------------- | ----------- | ------------------- | ------------------------------ |
| 1 | Garry Monahan (C)    | Canada      | Montreal Canadiens  | St. Michael's Buzzers (MetJHL) |
| 2 | Peter Mahovlich (AD) | Canada      | Detroit Red Wings   | St. Michael's Buzzers (MetJHL) |
| 3 | Orest Romashyna (AS) | Canada      | Boston Bruins       | New Hamburg Firebirds (CJCHL)  |
| 4 | Al Osborne (AD)      | Canada      | New York Rangers    | Weston Dodgers (MetJHL)        |
| 5 | Art Hampson (D)      | Canada      | Chicago Black Hawks | Trenton Midgets (OAAAMHL)      |
| 6 | Walt McKechnie (C)   | Canada      | Toronto Maple Leafs | London Nationals (WJBHL)       |

### Secondo giro
| #  | Giocatore            | Nazionalità | Squadra NHL         | Squadra di provenienza           |
| -- | -------------------- | ----------- | ------------------- | -------------------------------- |
| 7  | Rodney Presswood (D) | Canada      | Montreal Canadiens  | Georgetown Midgets (OAAAMHL)     |
| 8  | Bill Cosburn (C)     | Canada      | Detroit Red Wings   | Bick's Pickles Midgets (OAAAMHL) |
| 9  | Terrance Lane (C)    | Canada      | Boston Bruins       | Georgetown Midgets (OAAAMHL)     |
| 10 | Terry Jones (C)      | Canada      | New York Rangers    | Weston Midgets (OAAAMHL)         |
| 11 | Wayne Davison (D)    | Canada      | Chicago Black Hawks | Georgetown Midgets (OAAAMHL)     |
| 12 | Neil Clairmont (AS)  | Canada      | Toronto Maple Leafs | Parry Sound Midgets (OAAAMHL)    |

### Terzo giro
| #  | Giocatore           | Nazionalità | Squadra NHL         | Squadra di provenienza                     |
| -- | ------------------- | ----------- | ------------------- | ------------------------------------------ |
| 13 | Roy Pugh (C)        | Canada      | Montreal Canadiens  | Aurora Bears (SOJCHL)                      |
| 14 | Roger Bamburak (AD) | Canada      | Boston Bruins       | Isaac Brock Secondary School (HS-Manitoba) |
| 15 | Mike Cummings (A)   | Canada      | New York Rangers    | Georgetown Midgets (OAAAMHL)               |
| 16 | Bill Carson (D)     | Canada      | Chicago Black Hawks | Brampton Midgets (OAAAMHL)                 |
| 17 | Jim McKenny (D)     | Canada      | Toronto Maple Leafs | Toronto Neil McNeil Maroons (MetJHL)       |

### Quarto giro
| #  | Giocatore        | Nazionalità | Squadra NHL         | Squadra di provenienza               |
| -- | ---------------- | ----------- | ------------------- | ------------------------------------ |
| 18 | Glen Shirton (D) | Canada      | Montreal Canadiens  | Port Colborne Midgets (OAAAMHL)      |
| 19 | Jim Blair (A)    | Canada      | Boston Bruins       | Georgetown Midgets (OAAAMHL)         |
| 20 | Cam Allison (D)  | Canada      | New York Rangers    | Portage la Prairie Terriers (CMJHL)  |
| 21 | Gerry Meehan (C) | Canada      | Toronto Maple Leafs | Toronto Neil McNeil Maroons (MetJHL) |